# Óttar (mitologia)

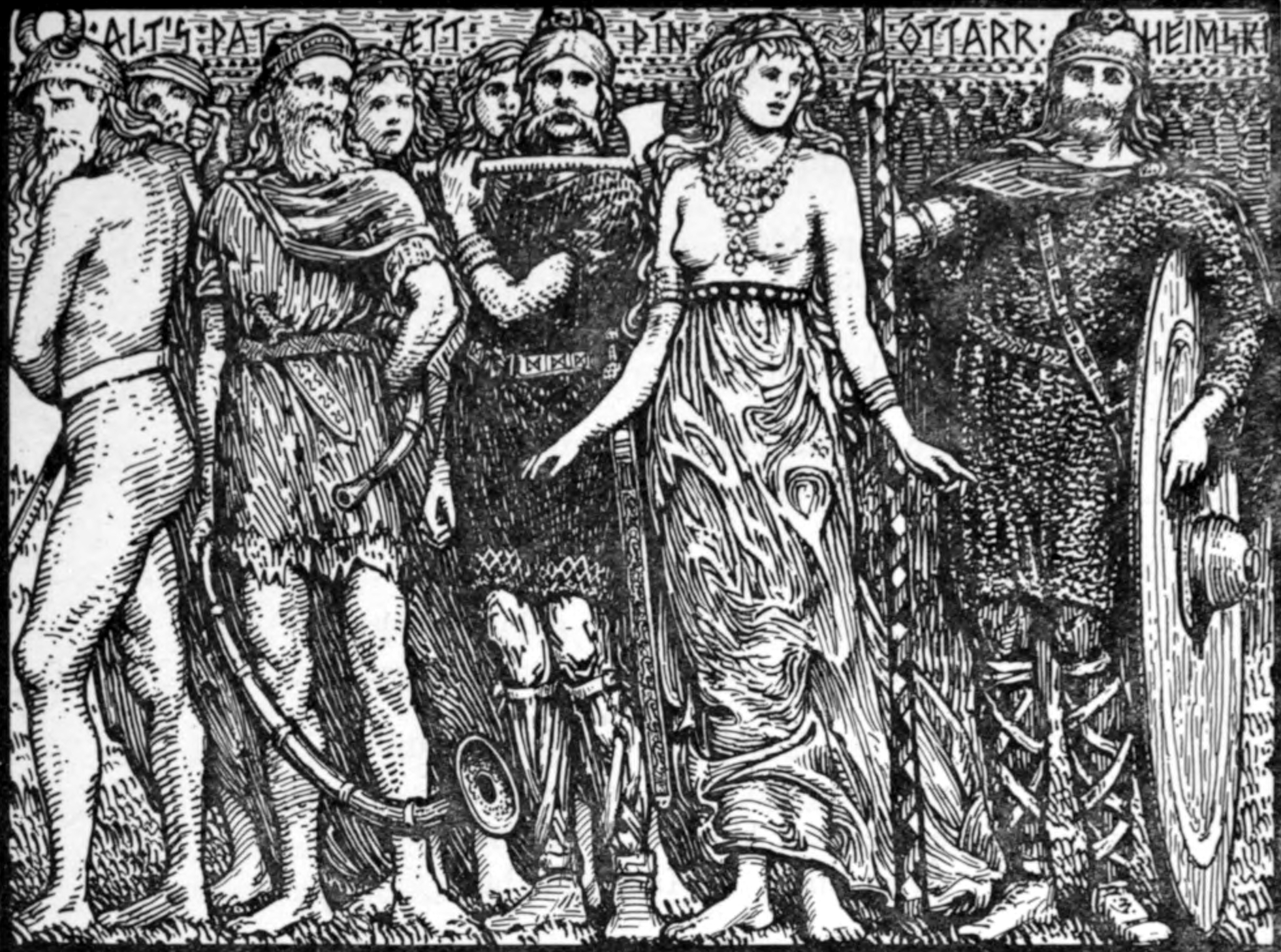
"The Ancestry of Ottar" (1908) di William Gershom Collingwood

Nella mitologia norrena Óttar, noto anche come Óttar il Semplice, è un protetto della dea Freyja. Appare nel Hyndluljóð (Canto di Hyndla), un poema che fa parte della Edda poetica. In questo racconto si dice che Óttar fosse molto devoto alle divinità. Costruì un santuario di pietra, un hörgr, e in esso fece molti sacrifici a Freyja. La dea accolse le sue preghiere ed iniziò un viaggio per aiutarlo a trovare i suoi antenati. Freyja celò Óttar sotto le sembianze del suo cinghiale Hildisvíni consegnandolo alla gigantessa Hyndla. Freyja obbligò Hyndla a parlare ad Óttar dei suoi antenati ed a fornirgli una pozione per la memoria in modo da poter ricordare tutto quello che gli era stato detto.
È stato ipotizzato che questo frammento del poema sia stato scritto nel XII secolo per fornire una lista di nomi degli eroi mitologici. Questo poema non si lega molto agli altri che compongono l'Edda, e spesso viene considerato un'opera semi-storica. Viktor Rydberg ipotizzò che Óttar fosse un nome alternativo per fare riferimento a Óðr.